# Heterometrus
Heterometrus (лат.) — род крупных скорпионов из семейства Scorpionidae, популярный при домашнем разведении в террариумах.

## Распространение
Юго-восточная Азия: Вьетнам, Индия, Камбоджа, Китай (Тибет), Лаос, Непал, Таиланд, Шри-Ланка.

## Описание
Скорпионы крупных размеров. Длина взрослых особей 60—180 мм. Известен рекордный экземпляр Heterometrus swammerdami (292 мм; 56 грамм), обнаруженный в годы Второй Мировой войны.
Яд скорпионов рода Heterometrus относительно безопасен для человека, смертельные случаи не зарегистрированы. В традиционной тайской медицине в качестве антидотов применяют растительные экстракты.
Белок heteroscorpine-1 обнаружен в качестве основного компонента яда скорпиона H. laoticus.

## Систематика
Род был введён немецким натуралистом Христианом Эренбергом (в книге Hemprich & Ehrenberg, 1828), первоначально в качестве подрода в составе рода Buthus. Родовой статус ему дал немецкий арахнолог и энтомолог Фердинанд Карш в 1879 году.
Около 30 видов.
- Heterometrus barberi (Pocock, 1900)
- Heterometrus beccaloniae Kovařík, 2004
- Heterometrus bengalensis (C.L. Koch 1841)
- Heterometrus cimrmani Kovařík, 2004
- Heterometrus cyaneus (C.L. Koch, 1836)
- Heterometrus flavimanus (Pocock, 1900)
- Heterometrus fulvipes (C.L. Koch, 1837)
- Heterometrus gravimanus (Pocock, 1894)
- Heterometrus indus (DeGeer, 1778)
- Heterometrus kanarensis (Pocock, 1900)
- Heterometrus keralaensis Tikader & Bastawade, 1983
- Heterometrus laoticus Couzijn, 1981
- Heterometrus latimanus (Pocock, 1894)
- Heterometrus liangi Zhu & Yang, 2007
- Heterometrus liophysa (Thorell, 1888)
- Heterometrus liurus (Pocock, 1897)
- Heterometrus longimanus (Herbst, 1800)
- Heterometrus madraspatensis (Pocock, 1900)
- Heterometrus mysorensis Kovařík, 2004
- Heterometrus nepalensis Kovařík, 2004
- Heterometrus petersii (Thorell, 1876)
- Heterometrus phipsoni (Pocock, 1893)
- Heterometrus rolciki Kovařík, 2004
- Heterometrus scaber (Thorell, 1876)
- Heterometrus sejnai Kovařík, 2004
- Heterometrus spinifer (Ehrenberg, 1828)
- Heterometrus swammerdami Simon, 1872
- Heterometrus telanganaensis Javed, Mirza, Tampal & Lourenço, 2010
- Heterometrus thorellii (Pocock, 1897)
- Heterometrus tibetanus (Lourenço, Qi & Zhu, 2005)
- Heterometrus tristis (Henderson, 1919)
- Heterometrus ubicki (Kovařík, 2004)
- Heterometrus wroughtoni (Pocock, 1899)
- Heterometrus xanthopus (Pocock, 1897)